# Pierre Henry

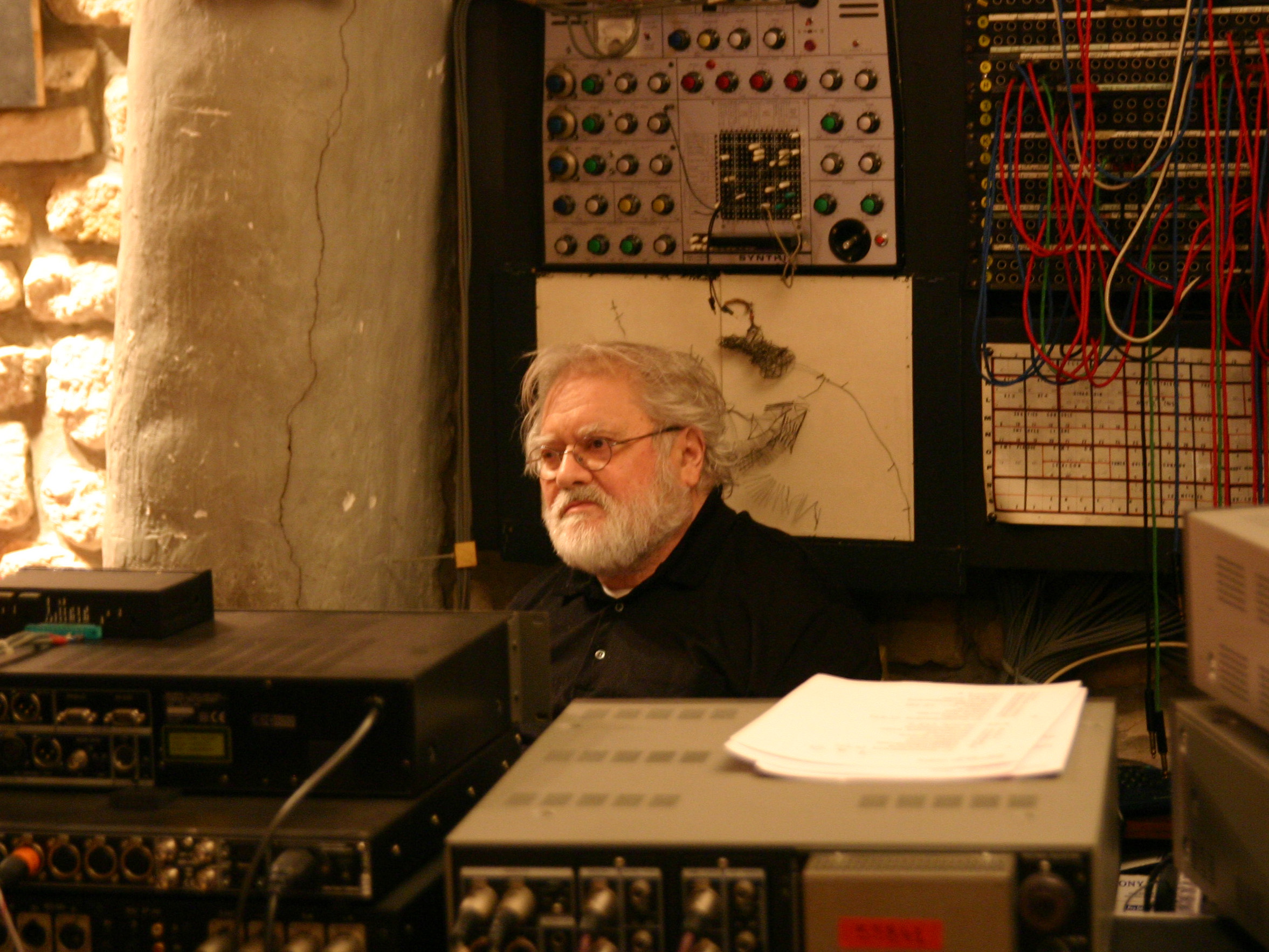
Pierre Henry (2008)

Pierre Henry (* 9. Dezember 1927 in Paris; † 5. Juli 2017 ebenda) war ein zeitgenössischer französischer Komponist. Er gilt als Wegbereiter der elektronischen Musik und der Musique concrète.

## Leben
Seit seinem 10. Lebensjahr, in der Zeit von 1937 bis 1947, studierte er am Pariser Konservatorium, u. a. bei Nadia Boulanger, Felix Passerone und Olivier Messiaen.
Zwischen 1949 und 1958 wirkte Henry am Club d’Essai-Studio des RTF, das von Pierre Schaeffer begründet worden war. In den Jahren 1949–1950 komponierte Henry zusammen mit Schaeffer die Symphonie pour un homme seul. Die Uraufführung am 18. März 1950 erregte Aufsehen, weil Henry zusammen mit Pierre Schaeffer und Jacques Poulin in der Pariser École Normale de Musique de Paris ein Werk ohne Partitur vorstellte, das elektronisch mithilfe von Schallplatten übertragen wurde und nur aus Klangcollagen bestand. Dieser Tag gilt als die Geburtsstunde der Musique concrète.
Im Jahr 1958 verließ Henry das RTF und gründete 1960 zusammen mit Jean Baronnet das erste private elektronische Studio Frankreichs.
Henry komponierte seit 1952 neben Ballett- auch Filmmusik. Er arbeitete unter anderem mit den Choreographen Maurice Béjart und Alwin Nikolais zusammen. Sein erfolgreichstes Werk ist die Messe pour le temps présent aus dem Jahr 1967. Mit Psyché Rock aus dieser Messe wandte er sich erstmals auch der Rockmusik zu; dieses Lied wurde Ende der Siebziger Jahre von Roger Handt in der Hörfunksendung Radiothek als Vorspann der Reihe "Questionmark" verwendet und in einer bearbeiteten Version ab 1999 zum Titelsong der Serie Futurama. In Ceremony aus dem Jahre 1969 arbeitete er mit der Gruppe Spooky Tooth zusammen, wobei er die Aufnahmen der Band nachträglich stark verfremdete.
Pierre Henry beeinflusste nicht nur die Neue Musik in der zweiten Hälfte des 20. Jahrhunderts, sondern er gilt neben Karlheinz Stockhausen auch als einer der „Väter“ des Techno.
Für die 2006 neu errichtete Straßenbahn in Mülhausen schuf Henry individuelle Erkennungsmelodien für die Stationsansagen.
Henry starb im Alter von 89 Jahren am Mittwoch, dem 5. Juli 2017, im Krankenhaus Saint Joseph in Paris.

## Werke (Auswahl)

Besetzungszettel der Uraufführung der szenischen Installation „Kyldex I“ 1973

- 1950 Symphonie pour un homme seul (zusammen mit Pierre Schaeffer)
- 1951 Le microphone bien temperé
Musique sans titre
Concerto des ambiguities mit Klavier
- 1952 Erste Filmmusik in musique concrete für Jean Grémillons Film Astrologie
- 1953 Orphée 53, Experimentaloper für die Donaueschinger Musiktage, erstes Bühnenstück in musique concrète (zusammen mit Pierre Schaeffer)
- 1955 Arcane (Ballett)
- 1956 Haut voltage (Ballett)
- 1959 Coexistence
Investigations
- 1960 La noir a soixante
- 1962 Le voyage (Ballett nach dem tibetischen Totenbuch)
- 1963 La Reine Verte (Ballett)
- 1967 Messe pour le temps présent (in Zusammenarbeit mit Michel Colombier)
- 1968 L’apocalypse de Jean (Die Apokalypse des Johannes) mit gesprochenen Text
- 1969 Ceremony zusammen mit der Rockband Spooky Tooth
- 1971 Nijinsky, clown de dieu (Ballett)
- 1973 Kyldex I (kybernetisches Ballett)
- 1975 Futuriste, zur Erinnerung an den italienischen Futuristen Luigi Russolo
- 1979 La Dixième Symphonie, Hommage an Ludwig van Beethoven
- 1986 La Dixième Symphonie De Beethoven
- 1990 Le livre des morts égyptien (Das ägyptische Totenbuch)
- 1997 Intérieur/Extérieur

## Filmografie (Auswahl)
- 1962: Das Haus der Sünde (Maléfices)
- 1971: Mörder nach Vorschrift (Les assassins de l'ordre)